# پایتاکاران (شهر)
پایتاکاران (انگلیسی: Paytakaran) مرکز استان پایتاکاران شرقی‌ترین استان ارمنستان بزرگ بود. این شهر نزدیک محل تلاقی رودخانه‌های کورا و ارس در سواحل دریای کاسپین بود. شهر پایتاکاران دارای یک قلعه بسیار مهم بود و علیه بربرهای قفقاز شمالی مورد استفاده قرار می‌گرفت. این قلعه همچنین دارای یک زندان و یک سیاه‌چال بود که جنایتکاران خطرناک سیاسی در آن زندانی بودند. در سال ۳۸۷ پیش از میلاد، هنگامی که شهر به امپراتوری هخامنشی ایران رسید، این شهر تبدیل به یک قلعه راهبردی و شهر مهم ایرانی شد. در سده‌های ۶ و ۷ میلادی به دلیل پایین آمدن سطح آب دریای کاسپین، این شهر از حالت بندری خارج شد و کمی پس از آن یکی از شاخه‌های رود ارس که در شهر پایتاکاران جریان داشت خشک شد. اندک اندک شهر رها و متروکه شد. در سده ۷ میلادی نیروهای عرب شهر پایتاکاران را فتح کردند.  این شهر سرانجام توسط مغولان ویران شد. شهر فعلی بیلقان در کشور جمهوری آذربایجان در محل شهر تاریخی پایتاکاران واقع شده است.